# Eley Sephora Baelenge
Eley Sephora Baelenge (3 de mayo de 1993) es una deportista congoleña que compitió en taekwondo. Ganó una medalla de bronce en el Campeonato Africano de Taekwondo de 2012 en la categoría de –57 kg.

## Palmarés internacional
| Campeonato Africano | Campeonato Africano       | Campeonato Africano | Campeonato Africano |
| Año                 | Lugar                     | Medalla             | Categoría           |
| ------------------- | ------------------------- | ------------------- | ------------------- |
| 2012                | Antananarivo (Madagascar) | Medalla de bronce   | –57 kg              |